# Санкт-Йохан (Рейнхессен)
Санкт-Йохан (нем. Sankt Johann) — община в Германии, в земле Рейнланд-Пфальц.
Входит в состав района Майнц-Бинген. Подчиняется управлению Шпрендлинген-Гензинген. Население составляет 824 человека (на 31 декабря 2010 года). Занимает площадь 5,66 км².